# Diapason
Diapason – francuski satelita geodezyjny, umieszczony na orbicie 17 lutego 1966 roku przez rakietę typu Diamant A, która wystartowała z kosmodromu Hamakir w Algierii. Po znalezieniu się na orbicie otrzymał oznaczenie COSPAR 1966-013A. Był to drugi francuski sztuczny satelita, który znalazł się na orbicie. Pomiary geodezyjne były wykonywane dzięki wykorzystaniu efektu Dopplera fal radiowych, a także fotografowaniu satelity na tle gwiazd. Satelita funkcjonował przez pięć lat i ciągle pozostaje na orbicie.